# 上通站
上通站（韓語：상통역）是朝鮮民主主義人民共和國咸鏡南道荣光郡的一個鐵路車站，属于长津线。

## 邻近车站
长津线
松堂站 - 上通站 - 龍水站